# Réseau AGIR
Ne doit pas être confondu avec Agir.
Le réseau AGIR est un réseau de résistance intérieure française.

## Présentation

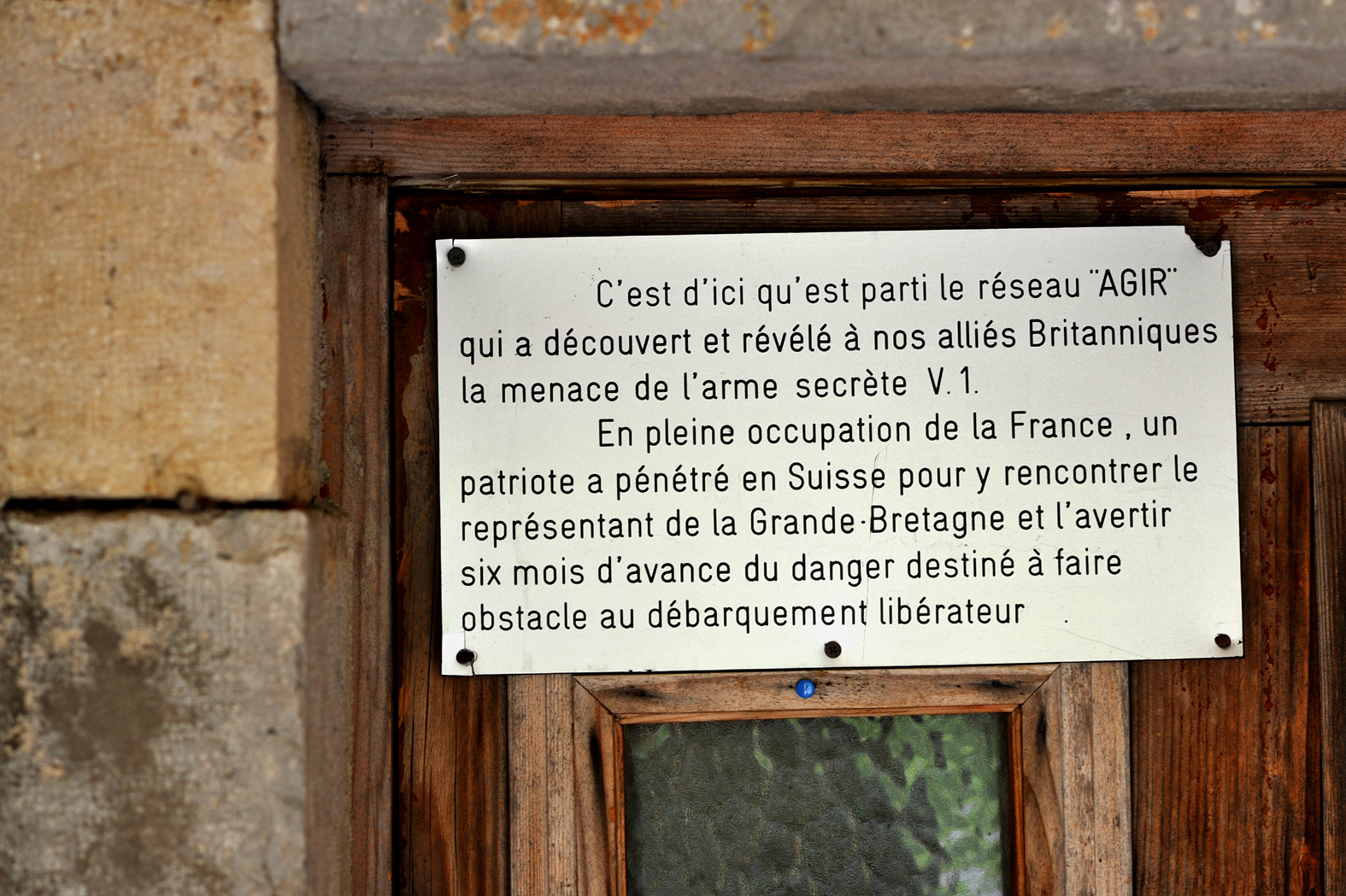
Plaque à l'entrée de l'Auberge du Vieux Châteleu

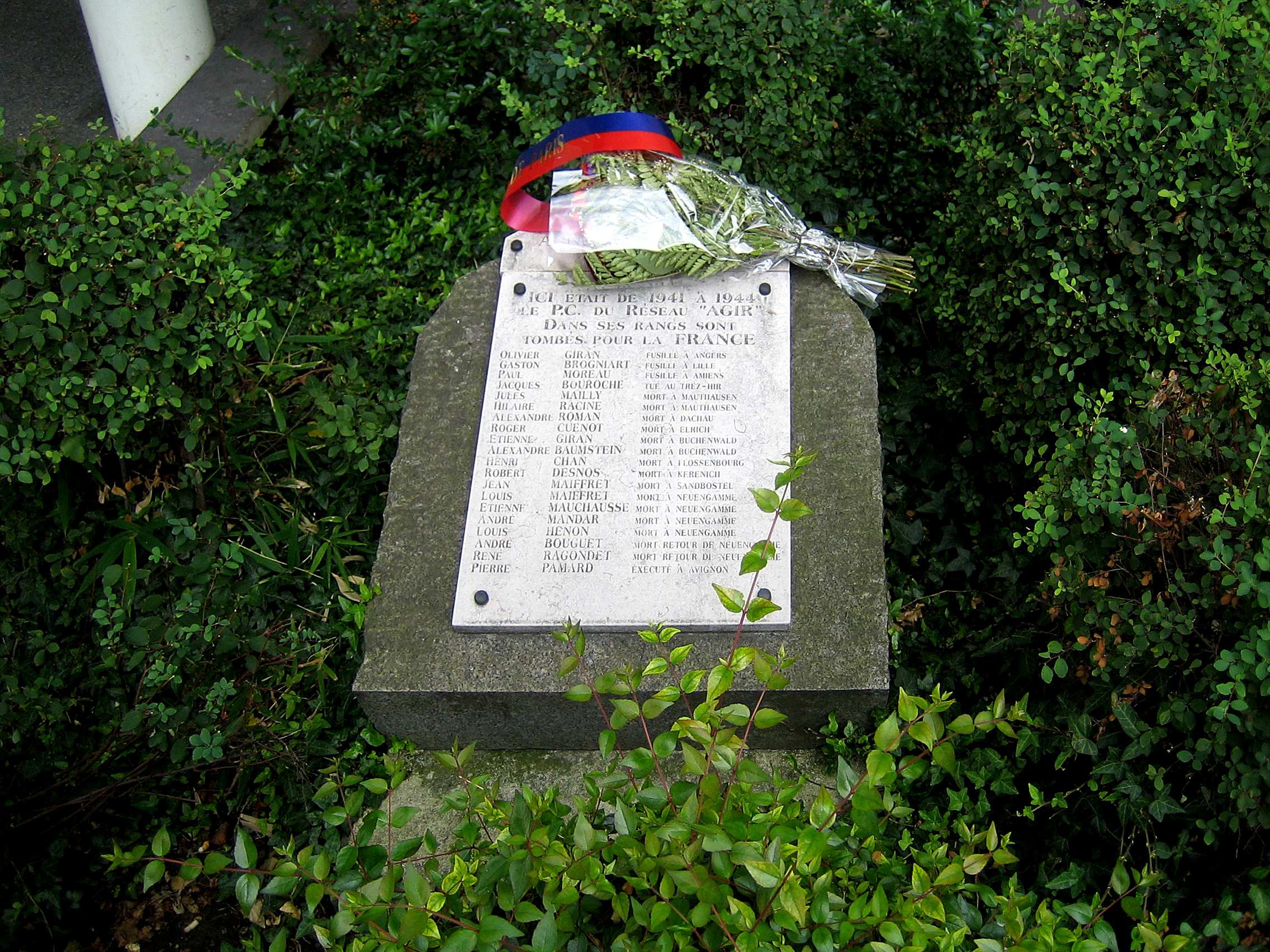
Stèle rue de Bercy à Paris

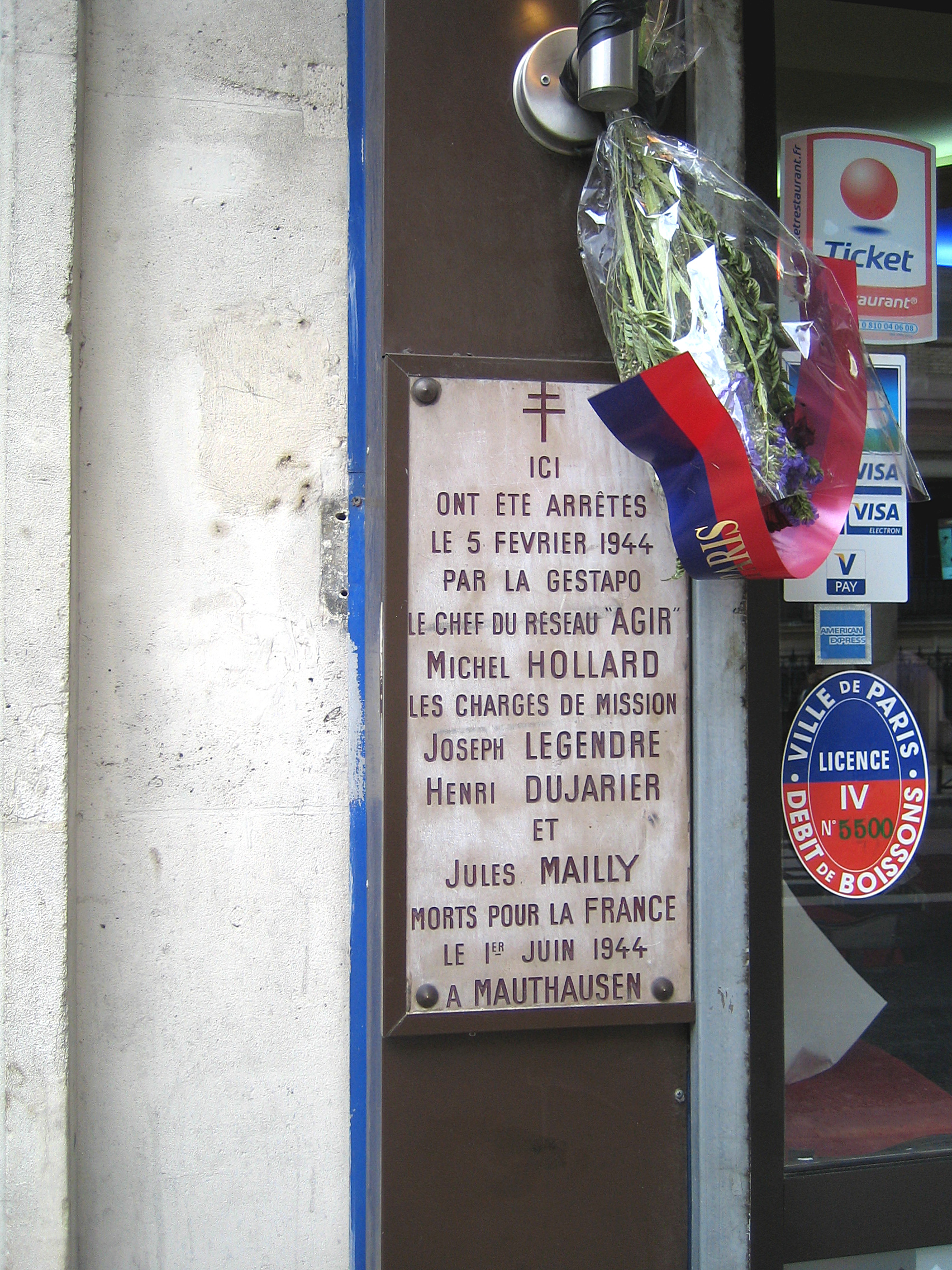
Plaque sur le lieu de l'arrestation de Michel Hollard

Le réseau AGIR a été créé par Michel Hollard en 1941, et travaille pour le compte de l'Intelligence Service. À partir de l'été 1943, le réseau donne des informations sur les préparatifs allemands d'installation d'un grand nombre de rampes de lancement de bombes volantes V1.
Robert Desnos fait également partie de ce réseau à partir de juillet 1942.
Entre 1943 et leur arrestation, les membres de ce réseau ont découvert une centaine de bases de lancement de fusées V1. L'attaque de l'Angleterre aurait été environ 6 fois plus forte et aurait duré 6 mois de plus sans ces précieuses informations[réf. nécessaire]…
Michel Hollard et 3 membres de son réseau (Joseph Legendre, Henri Dujarier et Jules Mailly) ont été arrêtés le 5 février 1944, 176 rue du Faubourg-Saint-Denis à Paris, au «café des Chasseurs». Une plaque commémorative leur rend hommage à cet endroit. 
Michel Hollard, condamné à mort a été déporté et sauvé d'une mort certaine par la Croix rouge suédoise alors qu'il se trouvait, en avril 1945 sur un navire-prison dans le port de Lübeck. 

## Mémoire
À l'«Auberge du Vieux Châteleu» (commune de Grand'Combe-Châteleu, Doubs), une plaque rappelle que c'est de là qu'est parti le réseau AGIR, à un jet de pierre de la frontière suisse. Il existe également une stèle au 207 rue de Bercy à Paris, à l'emplacement du poste de commandement du réseau, avec les noms des 20 membres fusillés ou morts en déportation.
Le chemin Michel Hollard (sentier de 6,8 km) a été inauguré le 15 octobre 2022, à Grand'Combe-Châteleu et La Brévine. Il reprend l'itinéraire emprunté 49 fois par Michel  Hollard pour passer en Suisse, et fournir de précieux renseignements à l'ambassade britannique à Berne.

### Filmographie
- L'Homme qui a sauvé Londres, téléfilm de Jean L'Hôte.